# Istebna (gemeente)
De gemeente Istebna is een landgemeente in het Poolse woiwodschap Silezië, in powiat Cieszyński. Powszechnie znana jako Beskidzka Trójwieś.
De zetel van de gemeente is in Istebna.
Op 30 juni 2004 telde de gemeente 11 279 inwoners.

## Oppervlakte gegevens
In 2002 bedroeg de totale oppervlakte van gemeente Istebna 84,25 km², waarvan:
- agrarisch gebied: 39%
- bossen: 56%

De gemeente beslaat 11,54% van de totale oppervlakte van de powiat.

## Demografie
Stand op 30 juni 2004:
| Omschrijving                   | Totaal | Totaal | Vrouwen | Vrouwen | Mannen | Mannen |
| ------------------------------ | ------ | ------ | ------- | ------- | ------ | ------ |
| eenheid                        | aantal | %      | aantal  | %       | aantal | %      |
| inwoners                       | 11 279 | 100    | 5653    | 50,1    | 5626   | 49,9   |
| bevolkingsdichtheid (inw./km²) | 133,9  | 133,9  | 67,1    | 67,1    | 66,8   | 66,8   |

In 2002 bedroeg het gemiddelde inkomen per inwoner 1396,12 zł.

## Plaatsen
- Istebna
- Koniaków
- Jaworzynka

## Aangrenzende gemeenten
Milówka, Rajcza, Wisła.
De gemeente grenst aan Tsjechië en Slowakije.